# Globe

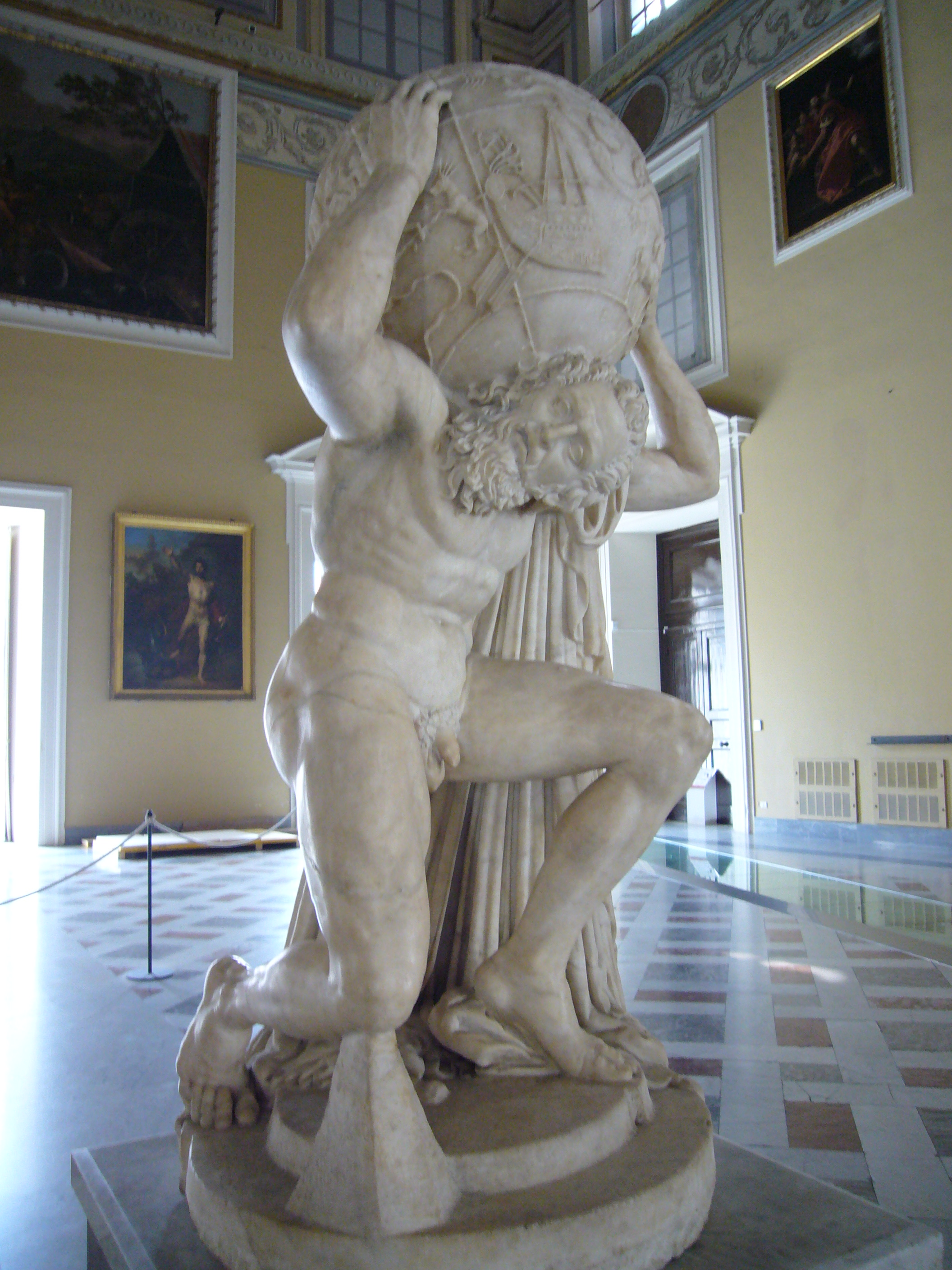
De Atlas van Farnese, rond 150 n.Chr.

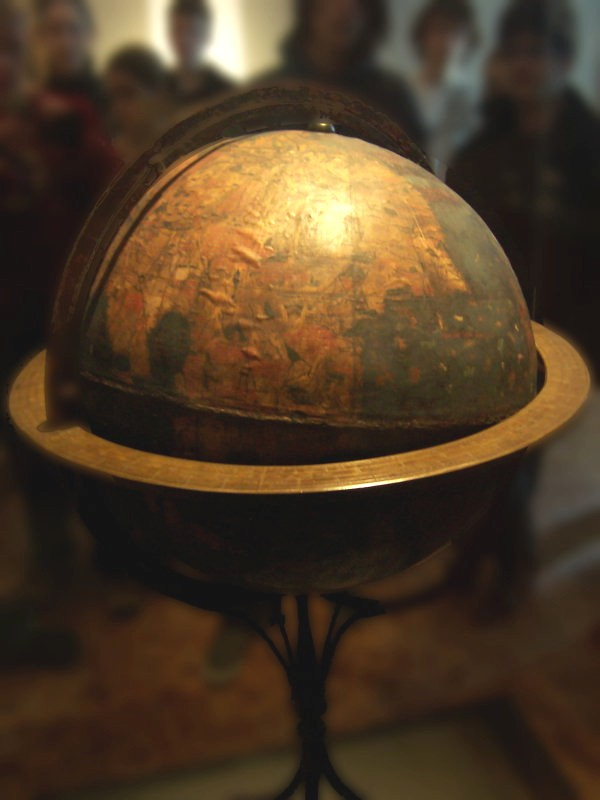
De globe van Behaim uit 1492

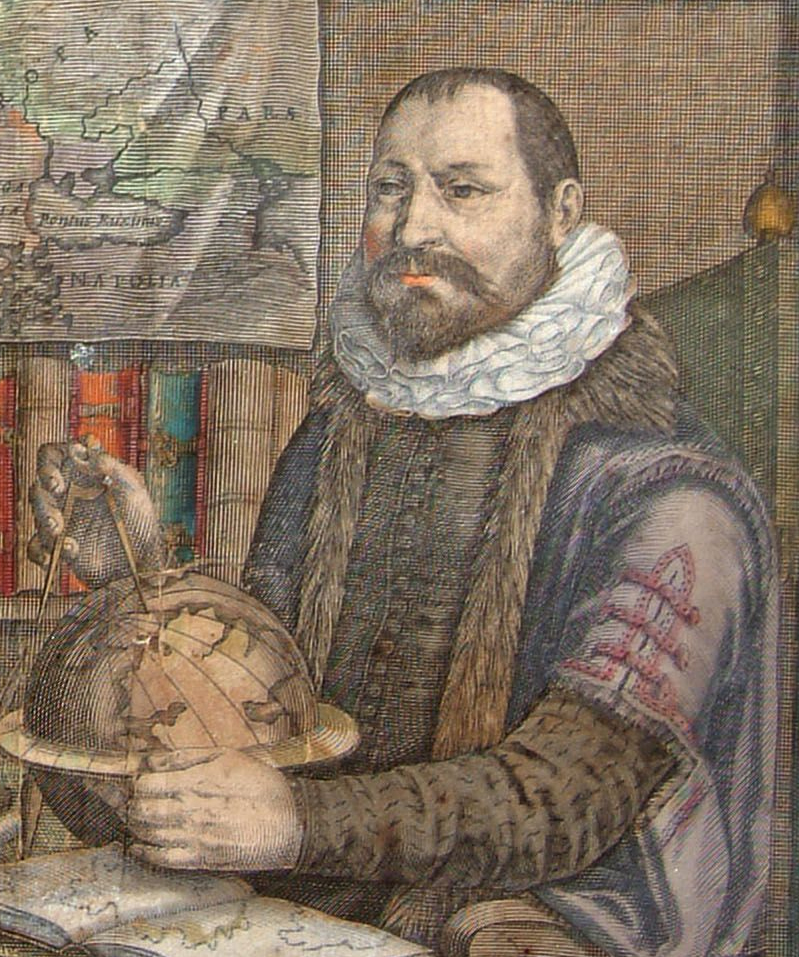
Jodocus Hondius met een van zijn globes

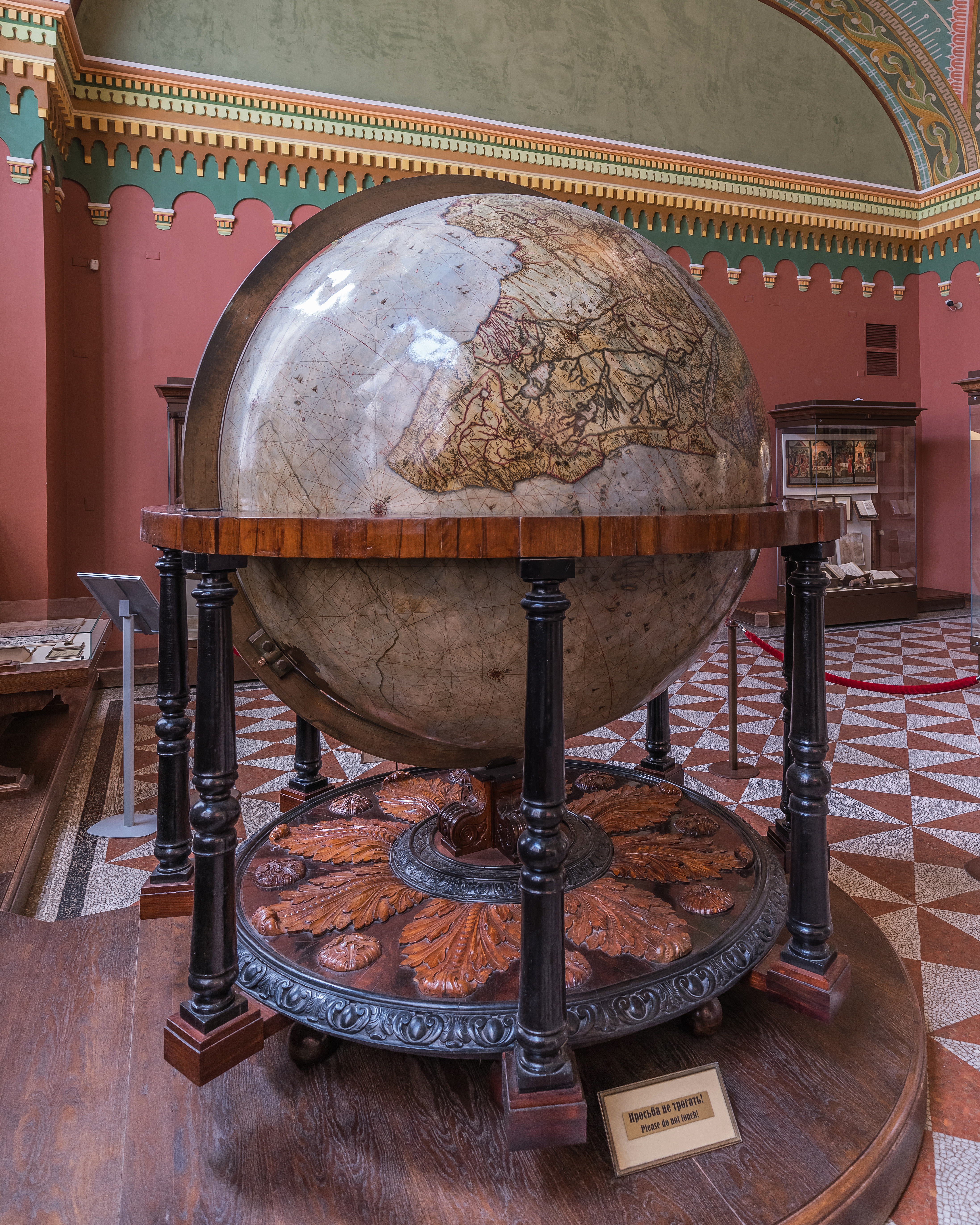
De Blaeuglobe, uit het laatste decennium van de zeventiende eeuw

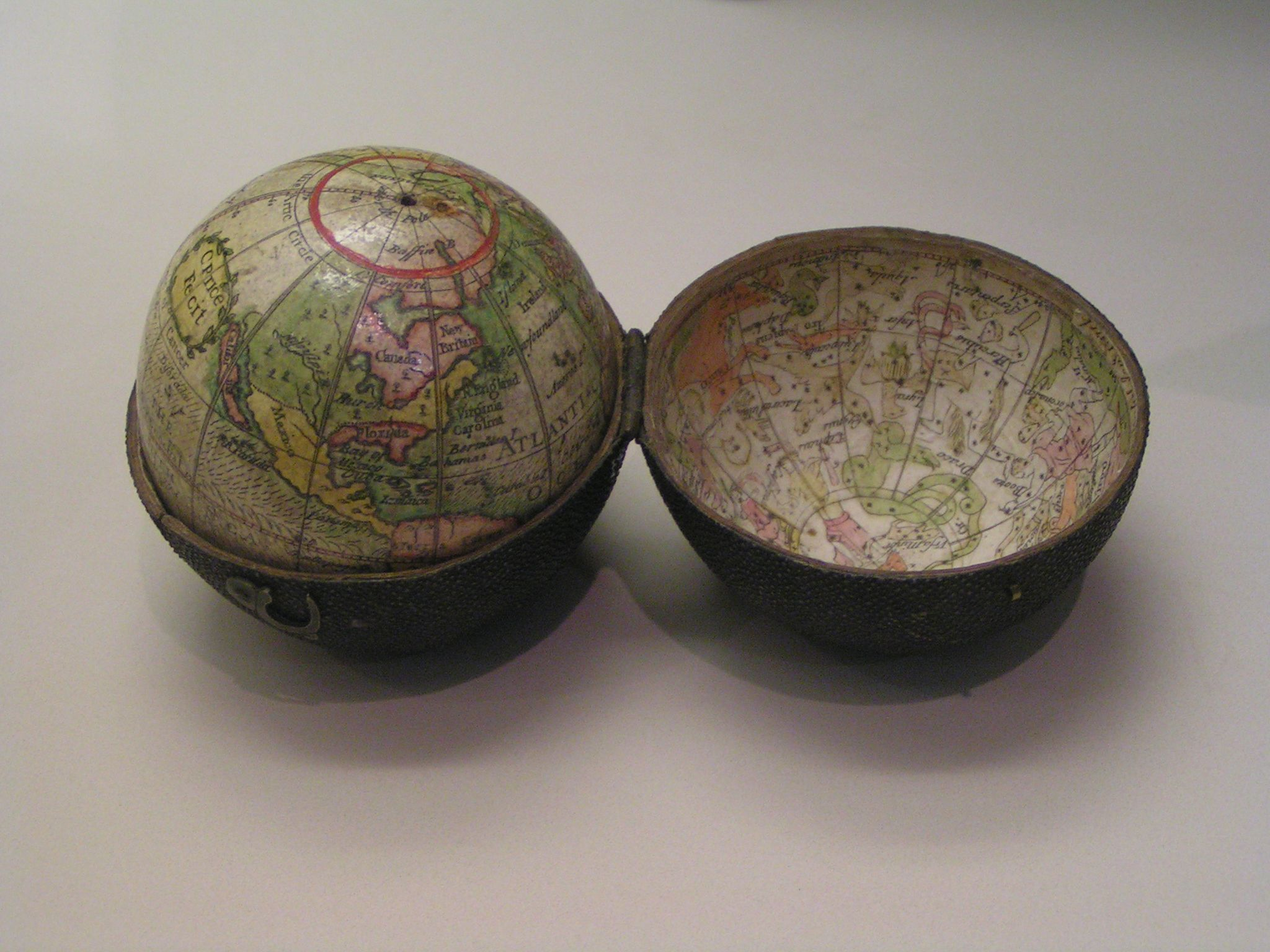
Een zakglobe uit 1716. Aan de binnenzijde van het omhulsel zijn kaarten van een hemelglobe aangebracht

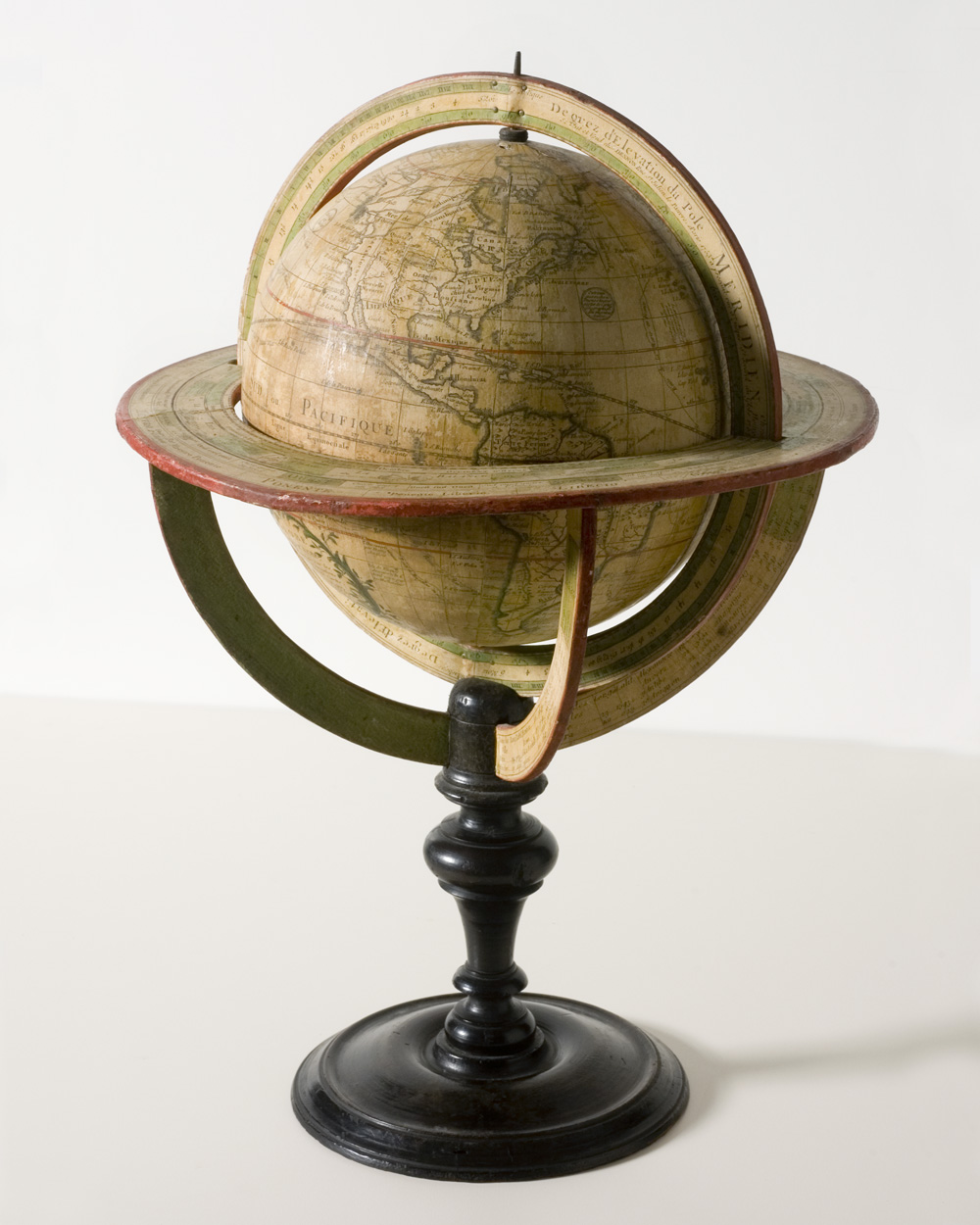
Een tafelglobe uit 1765, waarop een Noordwestelijke Doorvaart is aangegeven

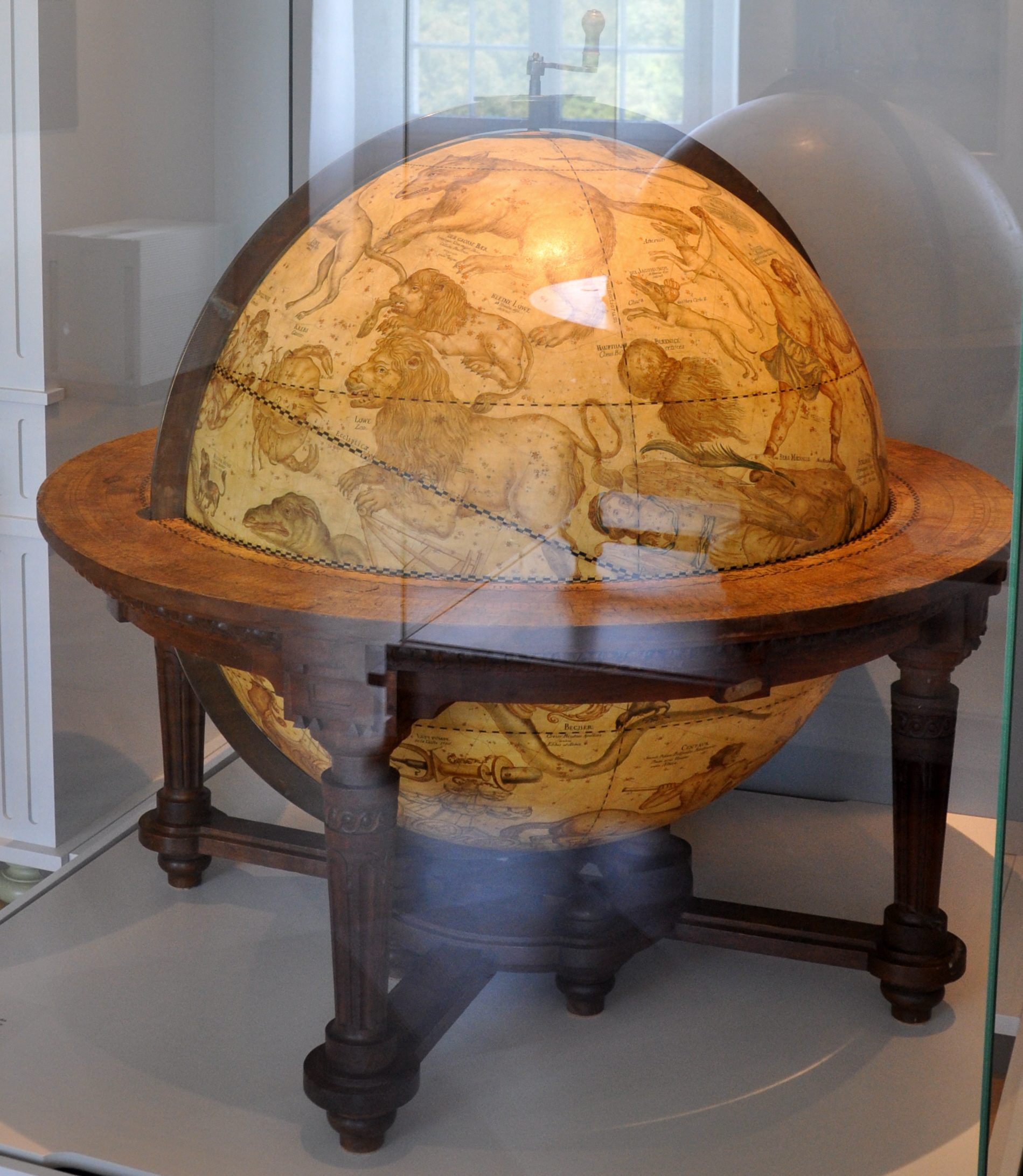
Een hemelglobe uit 1792/93

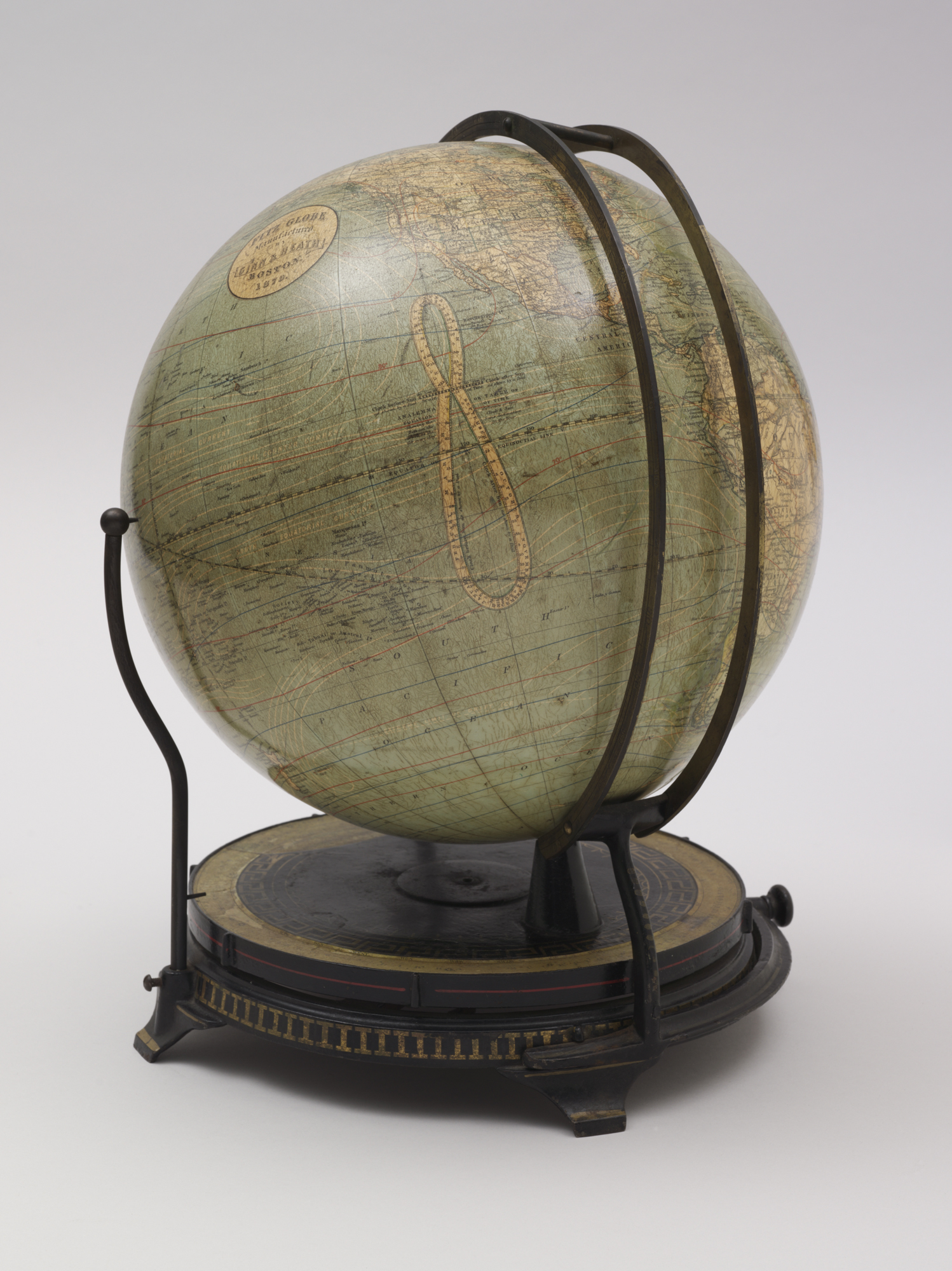
Een globe uit de negentiende eeuw, bedoeld voor gebruik in het onderwijs, met analemma van de zon

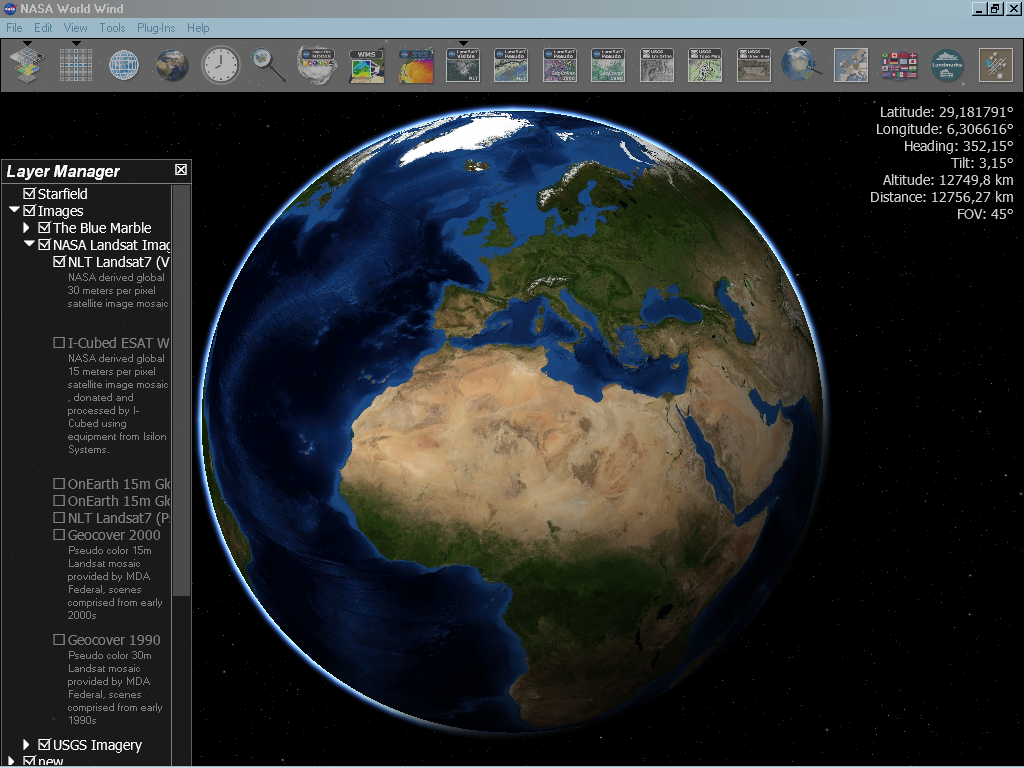
"Worldwind", open source kaartensoftware uit 2017, aanvankelijk ontwikkeld door NASA

Een globe is een bolvormige kaart, oftewel een schaalmodel van de Aarde. Op een globe zijn de verhoudingen in grootte, vorm en afstand tussen de meeste landen en continenten beter te representeren, wat met een platte kaart niet mogelijk is. Echter zijn er sommige continenten die op veel ouderwetse wereldbollen niet volledig accuraat zijn gerepresenteerd, zoals het continent Afrika. 
Er bestaan ook globes van de sterrenhemel, zogenaamde hemelglobes. Daarop wordt niet het oppervlak van een hemellichaam weergegeven, maar de hele hemelbol met de helderste sterren en/of andere hemelobjecten die niet lijken te bewegen ten opzichte van de Aarde. Zon, maan en planeten ontbreken om die reden. De hemelglobe is ouder dan de aardglobe en dat vindt zijn weerslag in wat bewaard is gebleven: de oudste nog bestaande hemelglobe, de Atlas van Farnese, dateert van 150 n.Chr. De oudste aardglobe die is behouden, de Erdapfel, werd in 1492 vervaardigd. Het perspectief van een hemelglobe is opmerkelijk: het toont de sterren alsof de kijker zich buiten, ofwel achter, de hemelbol bevindt.
In het verleden waren globes veel meer dan simpelweg modellen: het waren instrumenten om kennis over de planeet en het universum mee te delen en verspreiden. Met onderdelen ervan, zoals de horizonring en de meridiaanring konden astronomische verschijnselen berekend worden. Een globe heeft een as door de polen, waardoor ze kan draaien. Vroeger zat daarop soms een uurcirkel, waarmee het verstrijken van de tijd rond de Aarde werd aangegeven, lang voordat de wereld in tijdzones werd verdeeld. Ten slotte heeft het instrument een stabiele voet, vroeger wel met een waterpas of kompas uitgerust.

## Etymologie
Het Nederlandse woord globe, in het verleden ook wel 'gloob', is ontleend aan het Frans. Daarvan is het Latijnse 'globus' voor 'bol' de bron. Het instrument wordt ook wel 'wereldbol' genoemd, maar dat kan een wat verwarrende term zijn, omdat dit woord ook gebruikt wordt voor de planeet.

## Achtergrond
De geschiedenis van de globe hangt nauw samen met de ontwikkeling van wetenschap en techniek in het algemeen. Om te beginnen is een bolvormig model van de Aarde pas zinvol als men weet dat de planeet een bol is. Ook voor iemand die er niet van overtuigd is dat de Aarde rond is, kan de sterrenhemel bolvormig lijken, onder meer door de draaiing van de Aarde. Daarom waren er eerder hemel- dan aardglobes. De menselijke kennis over planeet, continenten en oceanen heeft tot de achttiende eeuw nodig gehad om alleen al op hoofdlijnen duidelijkheid te verschaffen en de ontwikkeling van de globe reflecteert die inspanningen. Daarnaast speelden bij de geschiedenis van globes die van de boekdrukkunst en de cartografie een rol.
Afbeeldingen van de wereld en de kosmos waarin we leven maken mensen al sinds de vroegste vormen van beschaving. De oudst bekende landkaart staat op een Babylonisch kleitablet uit de 24e eeuw v.Chr. Pas in het Oude Griekenland werd cartografie tot wetenschap verheven en werden daarbij aanzienlijke vorderingen gemaakt. Pythagoras introduceerde het idee van een bolvormige Aarde in de zesde eeuw v.Chr. en hij vond navolging bij onder meer Plato en Aristoteles enkele eeuwen later. Eratosthenes maakte rond 240 v.Chr een berekening van de omtrek van de planeet. Rond deze tijd moet het idee ontstaan zijn van een bolvormig model van de wereld.

## Ontstaan

### Hemelglobes
In de derde eeuw v.Chr. moet een hemelglobe vervaardigd zijn door Eudoxus van Cnidus. Daarover bestaan slechts verwijzingen in geschriften van anderen, zodat er verder niets over bekend is.
De Atlas van Farnese is Romeinse kopie van een Grieks beeld van de god Atlas (mythologie) die het hemelgewelf op zijn schouders torst. Op deze hemelglobe uit het midden van de tweede eeuw v.Chr. zijn 41 sterrenbeelden afgebeeld. Uit dezelfde periode zijn nog twee metalen hemelglobes bewaard gebleven, met een diameter van 6,3 respectievelijk 11 cm.

### Aardglobes
De eerste aardglobe waarvan met enige zekerheid gesteld kan worden dat zij gemaakt moet zijn, was van de hand van Krates van Mallos, halverwege de tweede eeuw v.Chr. Uit ruwweg dezelfde tijd stammen vermeldingen van globes die in het onderwijs werden gebruikt, doch daarvan is verder niets bekend.

### Ptolemaeus
Na Krates van Mallos heeft in elk geval de Griekse geograaf Ptolemaeus met en aan globes gewerkt. Ptolemaeus bewees het wetenschappelijk nut van meridianen en parallellen op een globe. Hij toonde aan dat het een stelsel van geografische coördinaten opleverde waarmee plaatsen op Aarde eenduidig kunnen worden weergegeven. Ook stelde hij voor globes te voorzien van een meridiaanring zodat afstanden en hoeken makkelijker afgelezen konden worden.

## Middeleeuwen
Veel van de door de Grieken opgedane kennis raakte in Europa in de middeleeuwen in verval. Van globes was dan ook zo'n 900 jaar geen sprake meer. In de Arabische wereld werden nog wel hemelglobes gemaakt, doch pas vanaf de negende eeuw. Een eeuw later wordt melding gemaakt van een hemelglobe in Europa en in 1444 zou Nicolaas van Cusa er eentje aangeschaft hebben.
Er zijn spaarzame vermeldingen over het bestaan van aardglobes in de vijftiende eeuw, maar het oudst bewaard gebleven exemplaar is de Erdapfel uit 1492. Deze werd door Martin Behaim vervaardigd, in opdracht van en betaald door de Rijksstad Neurenberg, die het instrument voor haar burgers tentoonstelde. Op de Erdapfel ontbreken Australië, Noord- en Zuid-Amerika. Japan ligt op 1500 km ten westen van Europa. Dat komt zo sterk overeen met de informatie waarop Christoffel Columbus zijn reis naar (vermoed) Indië over de Atlantische oceaan baseerde, dat Behaim en Columbus hun kennis uit dezelfde bron moeten hebben verkregen.

### Manuscriptglobes
Vóór 1500 waren globes unieke exemplaren, die voor één doel of één opdrachtgever werden vervaardigd. Het kaartmateriaal werd met de hand op een bol aangebracht. Dat noemt men een manuscriptglobe. De uitvinding van de boekdrukkunst zorgde voor verspreiding van allerlei soorten kennis, de Renaissance bracht hernieuwde belangstelling voor hetgeen de Klassieken hadden voortgebracht. Daarnaast werden diverse ontdekkingsreizen ondernomen, die de kennis over verre oorden deden toenemen, waardoor allerlei cartografie telkens achterhaald bleek en nieuwe nodig was. Begin zestiende eeuw werden al veel kaarten gedrukt en vandaar was het een relatief kleine stap naar het drukken van kaartafbeeldingen voor globes, waardoor men deze in serie kon gaan produceren.
Toch zijn in en na de zestiende eeuw nog manuscriptglobes gemaakt. Een voorbeeld daarvan is de globe van Hunt-Lenox, die rond 1510 werd gemaakt door een onbekende. Op het westelijk halfrond toont de globe een groot eilandcontinent van Zuid-Amerika, "Mundus Novus" (nieuwe wereld) genaamd. Ten noorden daarvan liggen slechts een paar verspreide eilanden. De globe is van gegraveerd koper en wordt bewaard in de New York Public Library.

## Zestiende eeuw
In 1507 produceerde de Duitse cartograaf Martin Waldseemüller een kaart die op bolvormig object kon worden geplakt, waarmee een globe werd verkregen. Daarvoor maakte hij als eerste gebruik van segmenten die als duigen van een ton om de bol werden gevouwen. Tegelijk maakte hij een platte wereldkaart. Op beide kaarten beeldde hij als eerste het continent Amerika af en Waldseemüller was degene die het werelddeel haar naam gaf.
De eveneens Duitse geograaf, cartograaf en astronoom Johannes Schöner, een leerling van Waldseemüller, produceerde vanaf 1515 globes in een relatief grote oplage, die daarom ook algemeen verspreid raakten. Hij maakte doorgaans paren van een aard- en een hemelglobe. Voor het kaartmateriaal deed hij een beroep op de kennis die van Ptolemaeus was overgeleverd, aangevuld met reis- en ontdekkingsverslagen van onder meer Marco Polo. Daarnaast moeten enkele kaartdelen aan de fantasie ontsproten zijn, toentertijd niet ongebruikelijk, zoals het door Schöner afgebeelde Terra Australis. Hij maakte gebruik van houtsnedes voor het drukken van zijn segmenten, die bij veranderende of toegenomen kennis niet konden worden hergebruikt. In 1520 en in 1533 gaf hij daarom nieuwe edities uit. Zijn hemelglobes waren ten opzichte van voorgangers verbeterd door toegenomen kennis, onder meer door sterrenkaarten van Albrecht Dürer.
De Nederlandse geograaf en wiskundige Gemma Frisius (1508-1555) was de volgende globemaker die aanzienlijke verbeteringen in het ontwerp aanbracht. Ten eerste maakt hij zijn globes door laagjes papier op een houten frame te lijmen, waarna aan de buitenkant een laagje gips werd aangebracht. De gedrukte kaart werd vervolgens op het gips aangebracht. Deze productiewijze zou tot ver in de negentiende eeuw de standaard zijn. Ten tweede maakte Frisius gebruik van de techniek van de kopergravure, waarmee meer details zijn aan te brengen dat met houtsnedes en verbeterde hij het onderstel. Ten slotte maakte Frisius van het produceren van globes teamwork, waar verschillende specialisten bij betrokken waren. Voor het drukken van het kaartmateriaal deed hij onder meer een beroep op Gaspard van der Heyden en op Gerard Mercator.

### Mercator
De Vlaamse kosmograaf en cartograaf Gerard Mercator maakte naast vele landkaarten aardglobes in grote oplages. Vanaf zijn eerste editie in 1541 tot circa 1590 was hij Europees marktleider op dit gebied. Mercator introduceerde de loxodroom op zijn globes, waarmee navigatie vereenvoudigd werd. Ook voorzag hij zijn instrumenten van een meridiaanring, een horizonring en soms een kwadrantboog waarmee hoekmetingen ten opzichte van de meridiaan konden worden uitgevoerd. In een enkel geval voorzag hij het onderstel van een kompas. Met deze aanpassingen was een globe van Mercator een multifunctioneel geografisch instrument geworden en veel meer dan slechts een model van de planeet.
Met de aanpassingen door Mercator kwam min of meer een eind aan 50 jaar experimenteren met onder meer constructie, kaartproductie en onderdelen van de globe sinds Behaims Erdapfel. De globe van 1590 zou in grote lijnen de standaard blijven tot diep in de negentiende eeuw.

## Zeventiende eeuw
In Amsterdam vestigde zich Jacob Florisz van Langren die een familiebedrijf startte op het gebied van globes, met een eerste paar in 1586. Enkele jaren daarna stortten ook Jodocus Hondius en Willem Blaeu zich op het vervaardigen van globes. Deze producenten voerden een felle concurrentie en tussen 1597 en 1605 zagen 17 modellen het licht, met diameters tussen de 10 en 36 cm. Elk opeenvolgend model claimde het meest up-to-date te zijn voor wat betreft cartografische kennis. Ook na deze periode werden veel globes verkocht en de familiebedrijven Van Langren, Blaeu en Hondius domineerden de markt tot ver in de zeventiende eeuw.
Veel van deze globes werden verkocht aan burgers van de groeiende middenklasse, als teken van beschaving en als statussymbool. Daarnaast behielden ze hun functies op wetenschappelijk gebied.
In de tweede helft van de zeventiende eeuw verschoof het zwaartepunt van de globeproductie van de Nederlanden naar Engeland. Joseph Moxon drukte er vanaf 1650 kaarten en in 1653 verscheen zijn eerste paar globes. Een jaar later publiceerde hij een handboek over globes, dat goeddeels een vertaling was van een boek van Willem Blaeu uit 1634. In het werk werd uit de doeken gedaan hoe een globe in elkaar stak en hoe men er verschillende wetenschappelijke waarnemingen mee kon verrichten. De combinatie van globe met handboek bleek erg goed voor de populariteit van het instrument en Moxon liet verschillende edities het licht zien.
De Italiaanse franciscaner monnik en wetenschapper Vincenzo Coronelli produceerde aanvankelijk manuscriptglobes, eerst een paar van 175 cm doorsnee voor de hertog van Parma. Vanaf 1681 werkte hij enkele jaren in Parijs om twee enorme globes voor Lodewijk XIV van Frankrijk te maken. Ze hebben een diameter van 384 cm en wegen rond de twee ton elk. Ze zijn bewaard gebleven en bevinden zich in de Bibliothèque nationale de France. Daarna vestigde hij een werkplaats in het klooster waar hij leefde en maakte er nog zeer veel globes.
Gestimuleerd door de successen van Moxon, Coronelli en de genoemde Nederlanders hebben in de zeventiende eeuw velen globes op de markt gebracht. Daaronder bevinden zich Pieter van den Keere en Petrus Plancius in de Nederlanden, William Berry en Robert Morden in Engeland, Isaac Habrecht in Straatsburg en Jean Boisseau in Parijs.

## De Verlichting
In de eeuw van de Verlichting ontwikkelde de wetenschap zich van geloof en overlevering naar empirische kennis en experimenten. Voorbodes van deze ontwikkeling waren de oprichtingen van diverse wetenschappelijke instituten in de loop van de zeventiende eeuw, zoals observatoria en academies van wetenschappen. Op geografisch gebied werden expedities uitgerust die de wetenschap als hoofd- dan wel nevendoel hadden en er werd veel onderzoek verricht. Door vele ontdekkingsreizen, zoals die door James Cook, nam de kennis over de planeet sterk toe. De sterk groeiende middenklasse van Europa hechtte waarde aan deze kennis en aardrijkskunde en astronomie werden toegevoegd aan de basisvakken van een behoorlijke schoolopleiding.
De globes werden in deze periode soberder, met minder versierselen. Witte vlekken op de kaart werden wit gelaten en niet meer opgevuld met fantasiedieren en andere decoratie. Tegelijk nam de informatiedichtheid toe, met de vermelding van onder meer hoogtes en het aangeven van zeestromen en zeeroutes.

### Centra van fabricage
Gedurende de achttiende eeuw waren er centra van globeproductie in:
- Frankrijk, met onder meer de geografen Didier Robert de Vaugondy en Guillaume Delisle
- Zweden, waar Andreas Akerman actief was
- De Nederlanden, met Gerard Valck, zijn zoon Leonard en opvolgers Covens en Mortier
- Engeland, met John Senex aan het begin van de eeuw en George Adams senior en junior in de loop ervan
- Duitsland, met als exponenten Johan Gabriel Doppelmayr, Johann Baptist Homann, Johann Philipp Andreae en Johann Elert Bode

Na 1780 verschoof het zwaartepunt van de globeproductie naar Groot-Brittannië, dat een militaire en wetenschappelijke wereldmacht was geworden. In deze tijd ontstonden enkele van de bekendste Britse uitgeverijen van globes, zoals "Newton & Son", "George Philip & Son", en "John and William Cary", die tot ver in de negentiende eeuw grote aantallen globes zouden produceren.

## Negentiende en twintigste eeuw
In de laatste twee eeuwen ontwikkelde de globe zich naar een simpeler voorwerp, dat door massaproductie in enorme hoeveelheden werd gefabriceerd. Het belang van een globe voor wetenschap en navigatie verdween nagenoeg en de globe werd iets voor thuis of in het klaslokaal. Ten aanzien van het instrument werden geen belangwekkende vorderingen meer gemaakt, maar de technische vooruitgang bij de productie van globes nam nog enige grote stappen, zoals in de twintigste eeuw de overschakeling op kunststof.

## Fabricage

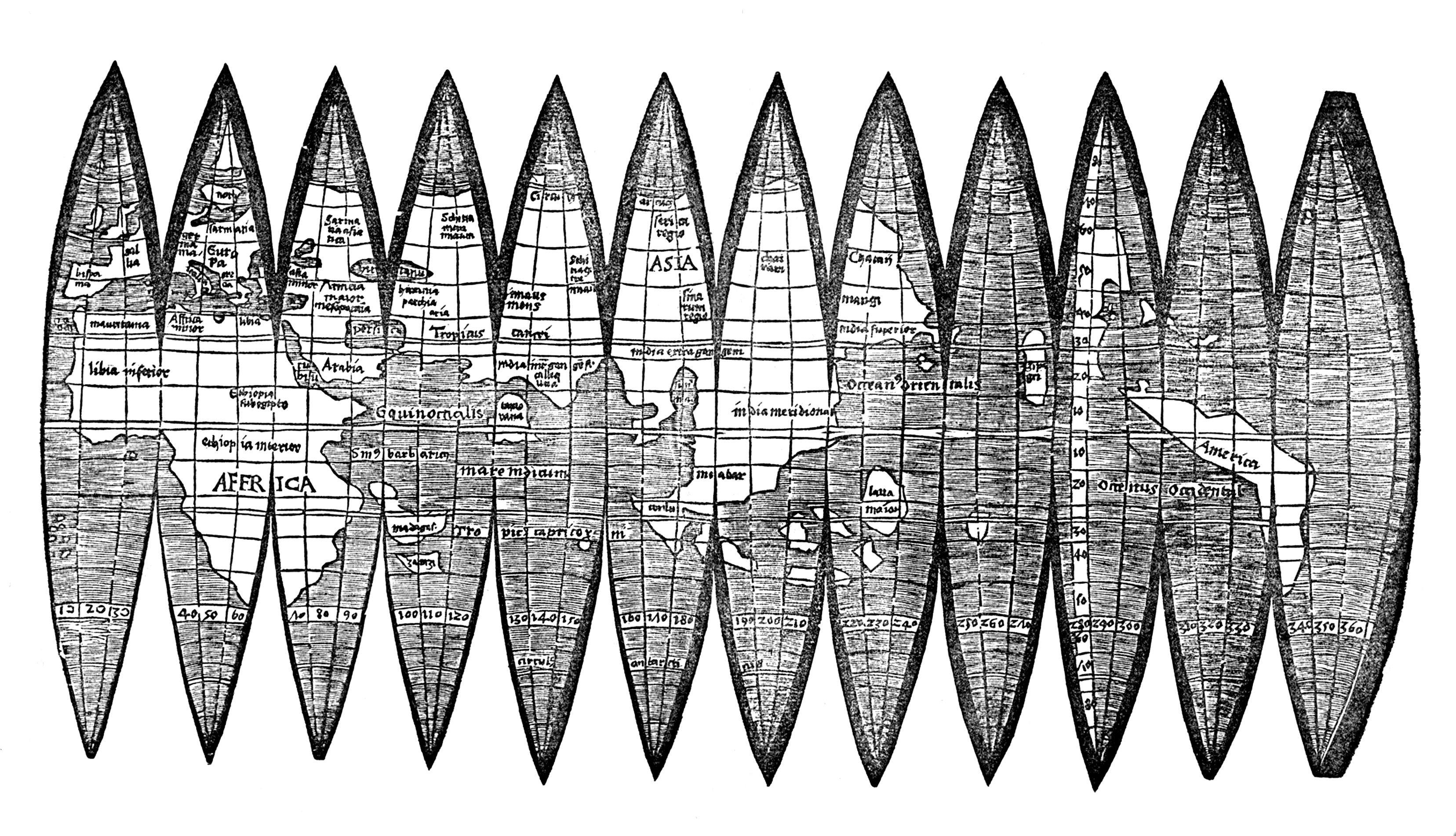
Een innovatie van Waldseemüller uit begin zestiende eeuw: een kaart in segmenten die makkelijker op een bol te passen is

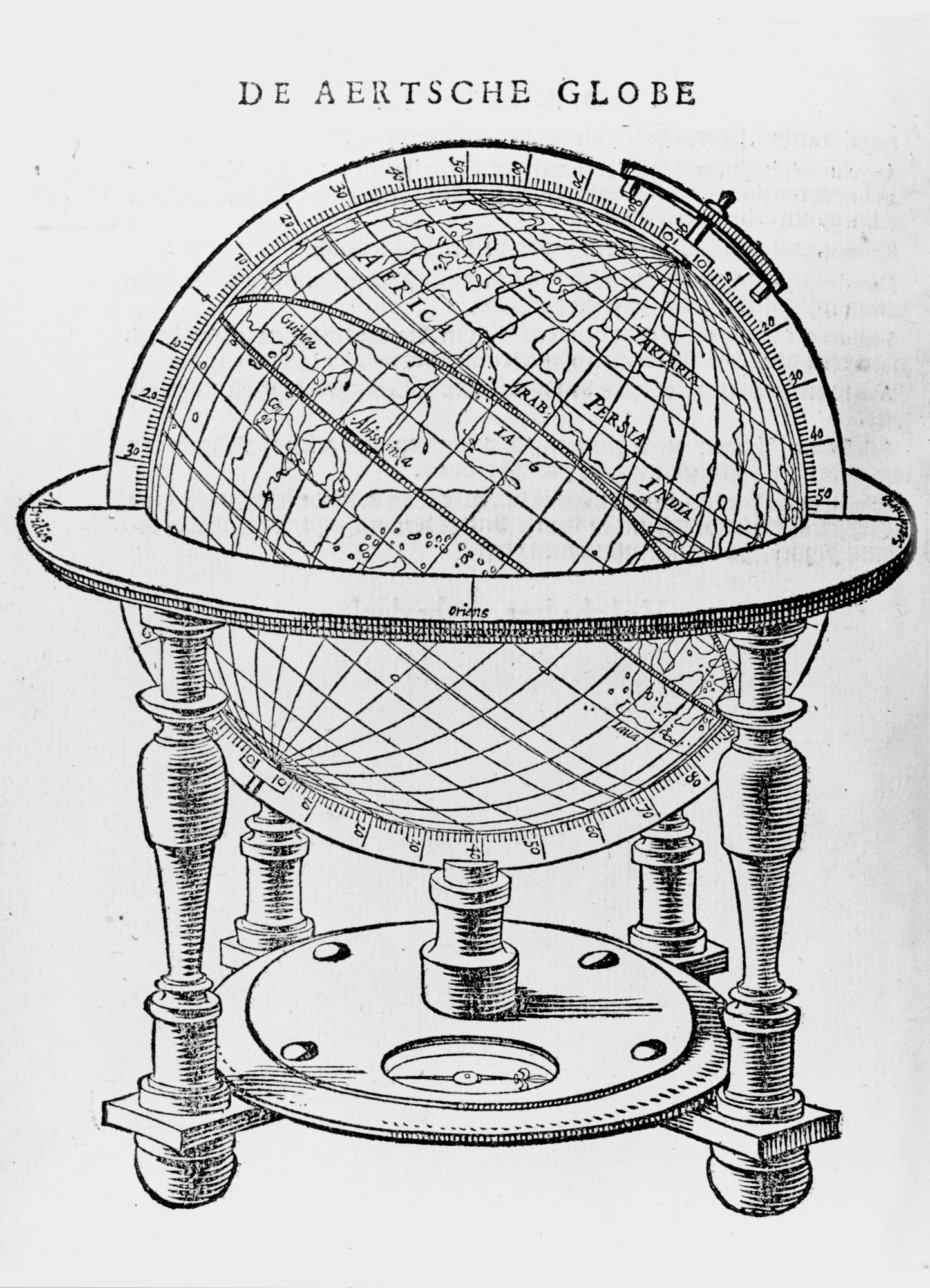
Tekening van een zeventiende-eeuwse globe met horizonring, meridiaanring, uurring op de Noordpool en een onderstel met een kompas

De in de eerste helft van de zestiende eeuw ontwikkelde methode voor het produceren van globes heeft stand gehouden tot in de twintigste eeuw. Een globe werd in eerste instantie in twee helften gemaakt, doorgaans noordelijk en zuidelijk halfrond. Op een houten of metalen halve bol werd een laag papier-maché gemodelleerd. Beide helften werden na drogen samengevoegd op een as die door de polen liep en die rond de evenaar meest vier spaken had. Daarop werd een dun laagje gips gesmeerd, dat volkomen glad werd geslepen. Daarna werd een gedrukte kaart op de bol aangebracht, doorgaans eentje met segmenten (of: duigen) zoals op de afbeelding hiernaast. Inkleuren werd gedaan nadat de kaart op de bol was bevestigd. Ten slotte werd de bol met de as in een onderstel gemonteerd.
Een goede beschrijving van dit procedé werd door de Franse globemaker Didier Robert de Vaugondy geschreven voor de Encyclopédie, editie 1757. Daarbij gaat De Vaugondy in op alle gebruikte materialen, gereedschappen en technieken.
Eind negentiende eeuw werden machines uitgevonden die holle halve bollen uit karton konden persen, midden twintigste eeuw schakelde men over op kunststof.

### Onderstel en hulpstukken
Nadat de globe als instrument van belang was geworden, werd zij doorgaans van een solide onderstel voorzien, bestaande uit vier poten  waarop de horizonring rustte. Daarbinnen kon de meridiaanring met de globe daarin gevat, vrij bewegen. In het onderstel werden soms een waterpas en een kompas opgenomen.
In de loop van de negentiende eeuw verloor de globe de functie van wetenschappelijk instrument en werd daardoor eenvoudiger uitgevoerd. Sindsdien hebben globes doorgaans geen ringen meer en is het onderstel vervangen door een simpele voet.

### Heden
Sinds midden twintigste eeuw worden globes, wederom in twee helften, uit kunststof vervaardigd. Een sterk vervormde kaart wordt op een schijf thermoplast aangebracht, die vervolgens in een mal in bolvorm wordt geperst. Beide helften worden langs een as door de polen samengevoegd en de as wordt in het onderstel bevestigd. Sommige globes beschikken over binnenverlichting. 
Puzzelfabrikant Ravensburger heeft een globe geproduceerd die als een driedimensionale puzzel in elkaar gepuzzeld kan worden. Deze bestaat uit stukjes van kunststof die als de puzzel in elkaar zit zo stevig in elkaar zitten dat de bol in een bijgeleverde draaistandaard kan worden geplaatst zonder dat deze meteen uit elkaar valt.

## Geografie
Thans zijn op de meeste globes meridianen en parallellen afgedrukt, doorgaans met intervallen van 10°. Ook de poolcirkels, de evenaar en de keerkringen worden aangegeven. Een globe is een perfecte bol: de afplatting van de Aarde wordt niet weergegeven omdat de schaal van een globe er te klein voor is.
De kaart kan gericht zijn op fysische kenmerken van de aarde, zoals bergen, zeestromen en klimaat, of juist op politieke, zoals landsgrenzen en stadia van ontwikkeling.

### Schaal
Met een doorsnede van een kleine 26 cm heeft een globe een schaal van 1:50.000.000. Tegenwoordig hebben globes meest een schaal van 1:40.000.000 en derhalve een doorsnede van zo'n 30 cm. Daarnaast bestaan er zakglobes, die veel kleiner zijn, maar ook veel grotere exemplaren die veelal niet in serie werden vervaardigd.

## Andere globes
Er bestaan ook aardglobes die de geologische geschiedenis van de planeet tonen, die ten gevolge van de platentektoniek in 4,5 miljard jaar ingrijpend is gewijzigd. Omdat een fysieke globe slechts een geologische momentopname kan zijn, zijn de meeste paleoglobes virtuele wereldbollen. Ook naar de achterhaalde geologische theorie van de uitzettende Aarde werden wel paleoglobes vervaardigd.
Op een reliëfglobe zijn onder meer de gebergtes en troggen uitvergroot weergegeven. Op een normale schaal van 1:40.000.000 zou de Mount Everest niet meer dan een halve millimeter hoog zijn.
Naast globes van de aarde zijn er ook modellen van andere hemellichamen, zoals de Maan, Mars, Venus en zelfs de manen van Jupiter.

### Hemelglobe
Een hemelglobe is een driedimensionaal model van de hemelbol. Een complicatie is dat als deze daadwerkelijk vanuit het middelpunt de hemel zou tonen, het beeld gezien vanaf de buitenkant in spiegelbeeld zou zijn. Daarom wordt een hemelglobe vaak in het spiegelbeeld daarvan uitgevoerd (of, wat op het zelfde neerkomt door hem om te draaien: in een puntspiegeling), zodat bij het (van buiten) bekijken van een beperkt deel van de hemelglobe het beeld dat men ziet overeenkomt met wat men in werkelijkheid aan de hemel ziet. De kromming van het oppervlak van de hemelglobe is dan alleen omgekeerd vergeleken met de denkbeeldige hemelbol (plaatselijk is dit zoals bij het omklappen van een gekromd rubberen oppervlak).

## Symboliek
Door de eeuwen heen hebben globes immer een symbolische waarde gehad. Voor de hand liggend is de globe als icoon voor kennis en geleerdheid, maar ook voor die van wereldheerschappij. Op veel Romeinse munten werden hemelglobes afgebeeld, waarbij de goddelijke kosmos stond voor de bron van de macht van de keizer. Na de middeleeuwen verscheen de aardglobe op schilderijen van vorsten en regeringsleiders, als symbool van macht en/of koloniale bezittingen. Op portretten van wetenschappers stond de globe voor kennis, op die van ontdekkingsreizigers voor hetgeen ze hadden ontdekt.
Thans staat de globe, of een gestileerde vorm daarvan, voor wereldwijde aanwezigheid of autoriteit, zoals in het embleem van de Verenigde Naties.

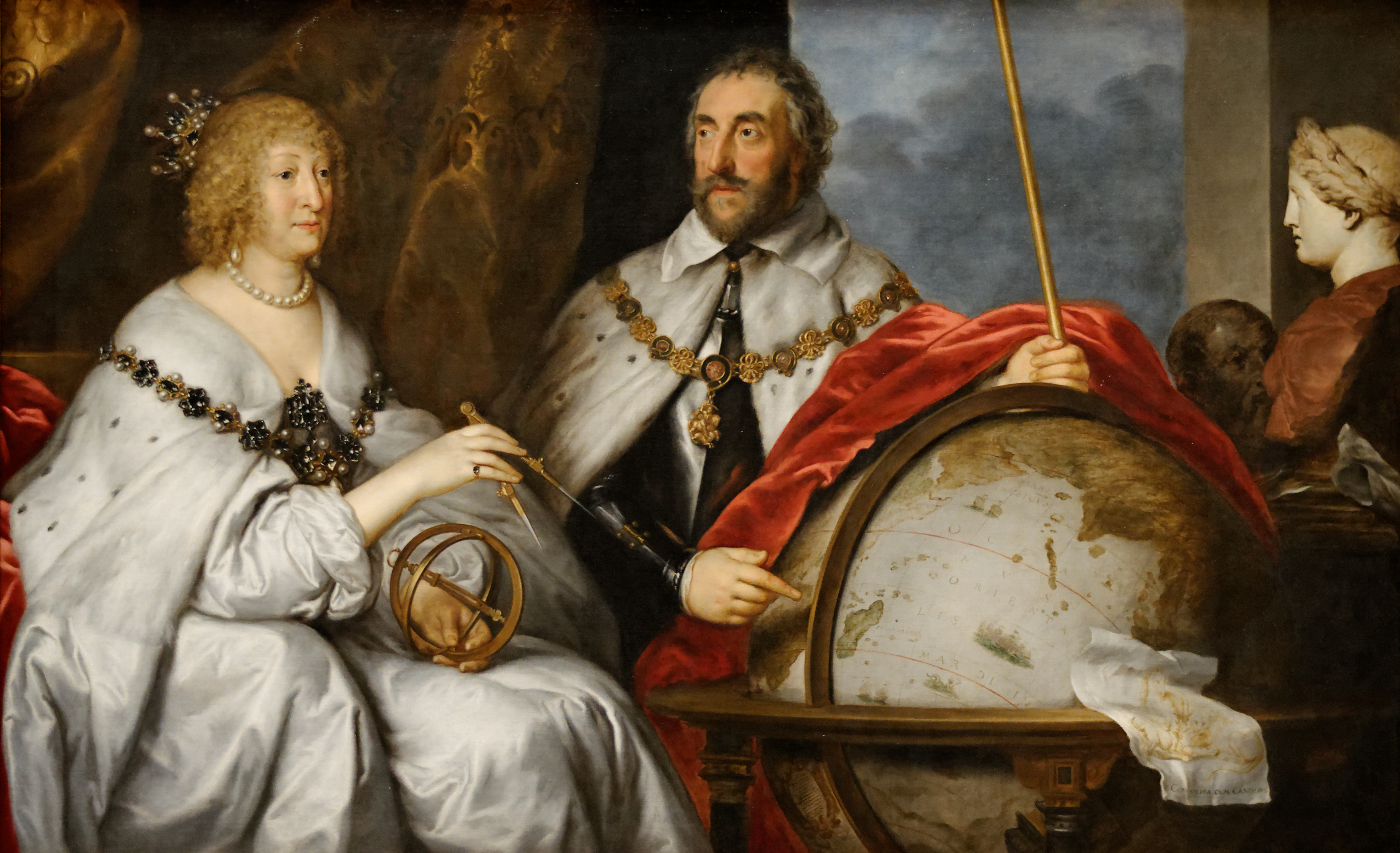
De globe als icoon van kennis en van koloniaal bezit, circa 1639
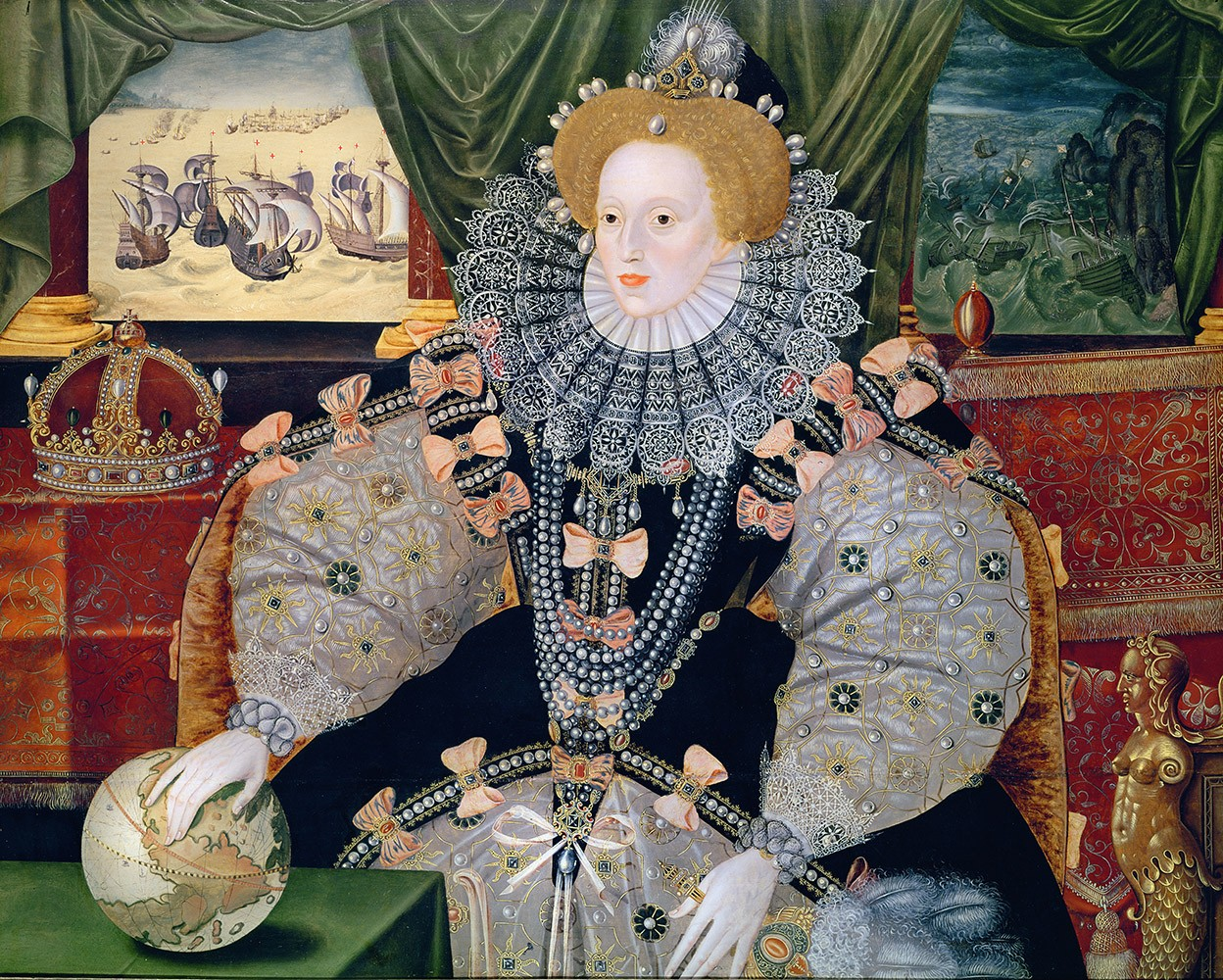
Een portret van Elizabeth I van Engeland. Haar rechterhand rust op een globe, afhankelijk van interpretatie symbool voor wereldheerschappij of voor de Engelse ambities in Noord-Amerika
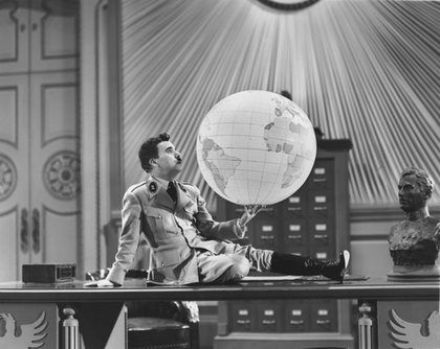
De megalomanie van Adolf Hitler op de hak genomen door Charlie Chaplin met een opblaasglobe
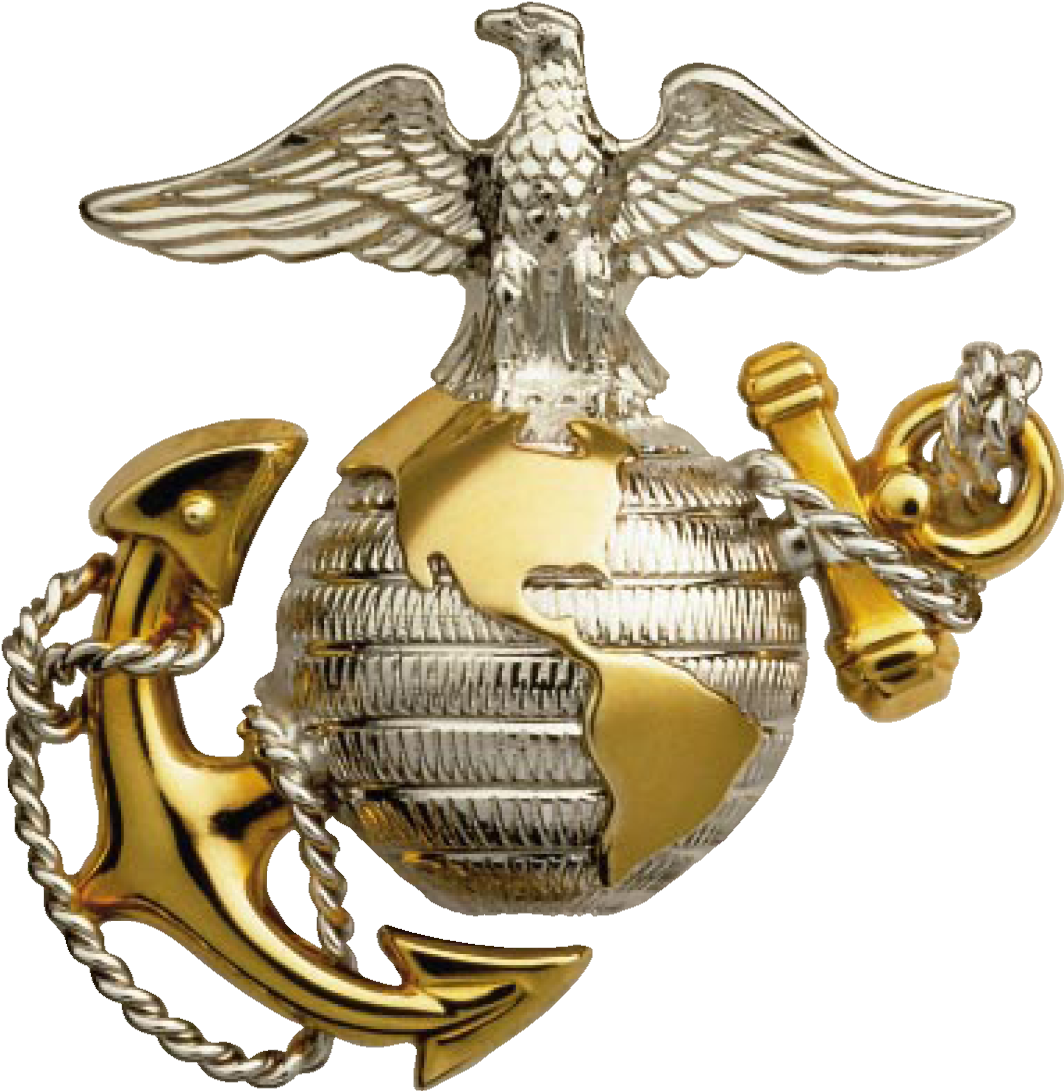
De globe in het embleem van het United States Marine Corps staat voor wereldwijde aanwezigheid
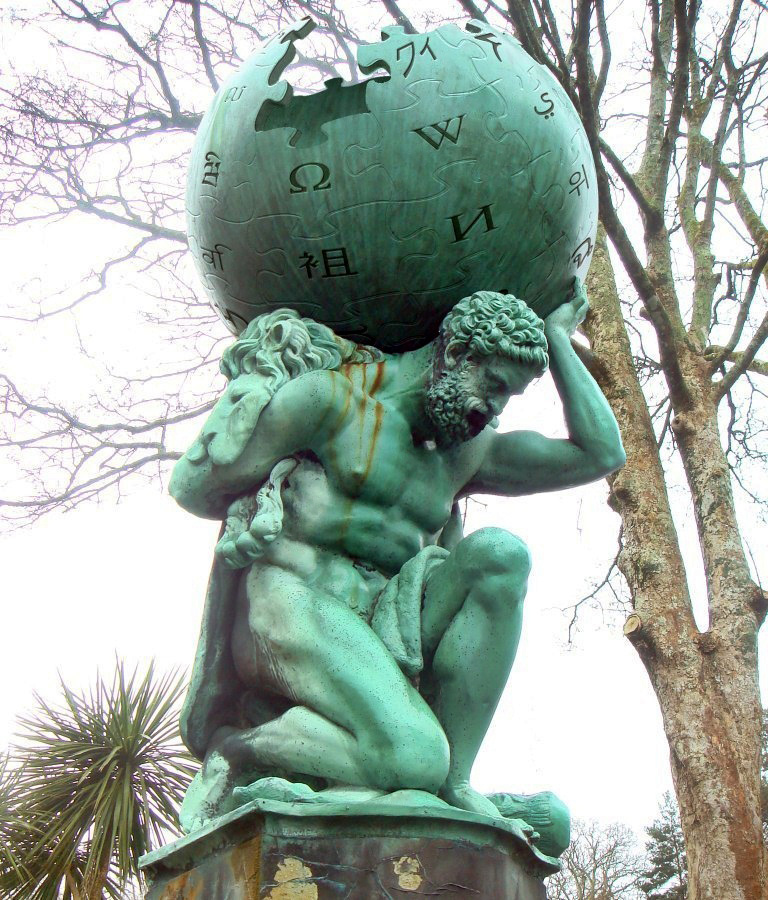
Hercules torst een wereldbol die symbool staat voor de kennis van de mensheid